# Гамаш
Гамаш (фр. Gamaches) — коммуна на севере Франции, регион О-де-Франс, департамент Сомма, округ Абвиль, центр кантона Гамаш. Расположена на берегу реки Брель, разделяющей регионы О-де-Франс и Нормандия, в 26 км к юго-западу от Абвиля и в 9 км от автомагистрали А28 "Дорога эстуарий". На юго-западе  коммуны находится железнодорожная станция Лонруа-Гамаш линии Эпине-Вильтанёз―Трепор.
Население (2018) — 2 501 человек.
Расположенные к западу от города большие озера привлекают многочисленных ценителей красивой природы и водных видов спорта

## Достопримечательности
- Церковь Святых Пьера и Павла XIII века с башней в стиле пламенеющей готики
- Военный мемориал
- Шато Гамаш XII-XIII веков

## Экономика
На протяжении многих лет Гамаш известен как центр производства изделий из стекла. 
Структура занятости населения:
- сельское хозяйство — 0,4 %
- промышленность — 40,6 %
- строительство — 3,1 %
- торговля, транспорт и сфера услуг — 30,3 %
- государственные и муниципальные службы — 25,6 %

Уровень безработицы (2017) — 22,3 % (Франция в целом — 13,4 %, департамент Сомма — 15,9 %). 

Среднегодовой доход на 1 человека, евро (2018) — 17 900 (Франция в целом — 21 730, департамент Сомма — 20 320).

## Демография
Динамика численности населения, чел.

## Администрация
Пост мэра Гамаша с 2020 года занимает Жан-Поль Монь (Jean-Paul Mongne). На муниципальных выборах 2020 году возглавляемый им список победил в 1-м туре, получив 65,24 % голосов.
| Период | Период | Фамилия          | Партия                  | Примечания                            |
| ------ | ------ | ---------------- | ----------------------- | ------------------------------------- |
| 1981   | 1983   | Рене Даннель     |                         |                                       |
| 1983   | 2014   | Жак Пекери       | Коммунистическая партия | член Генерального совета департамента |
| 2014   | 2020   | Даниэль Детрюэль | Социалистическая партия |                                       |
| 2020   |        | Жан-Поль Монь    |                         | преподаватель музыки в колледже       |

## Известные уроженцы
- Иоаким Руо (1409—1478),  участник Столетней войны, маршал Франции и придворный Людовика XI.
- Франсуа Ватабль (ок. 1495—1547), богослов и гебраист

## Галерея

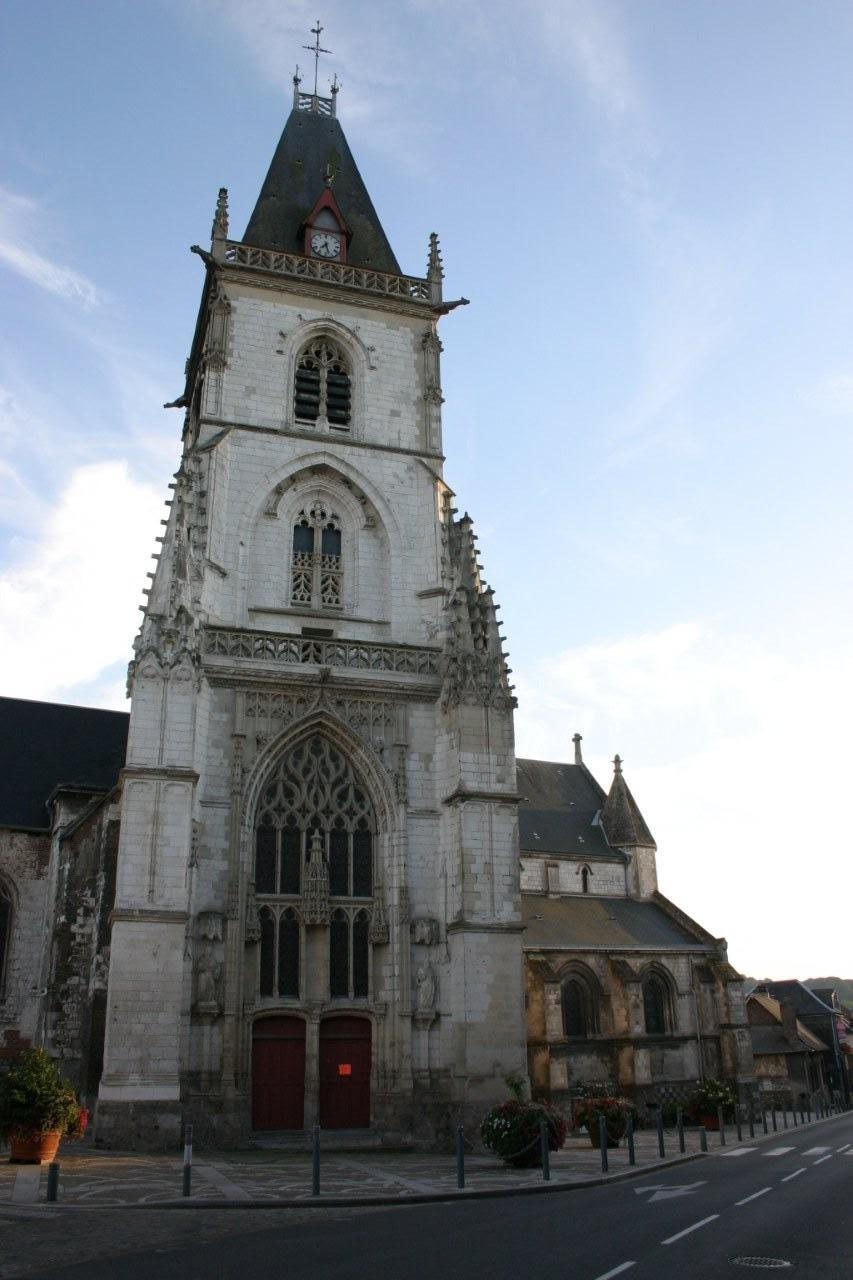
Церковь Святых Пьера и Павла
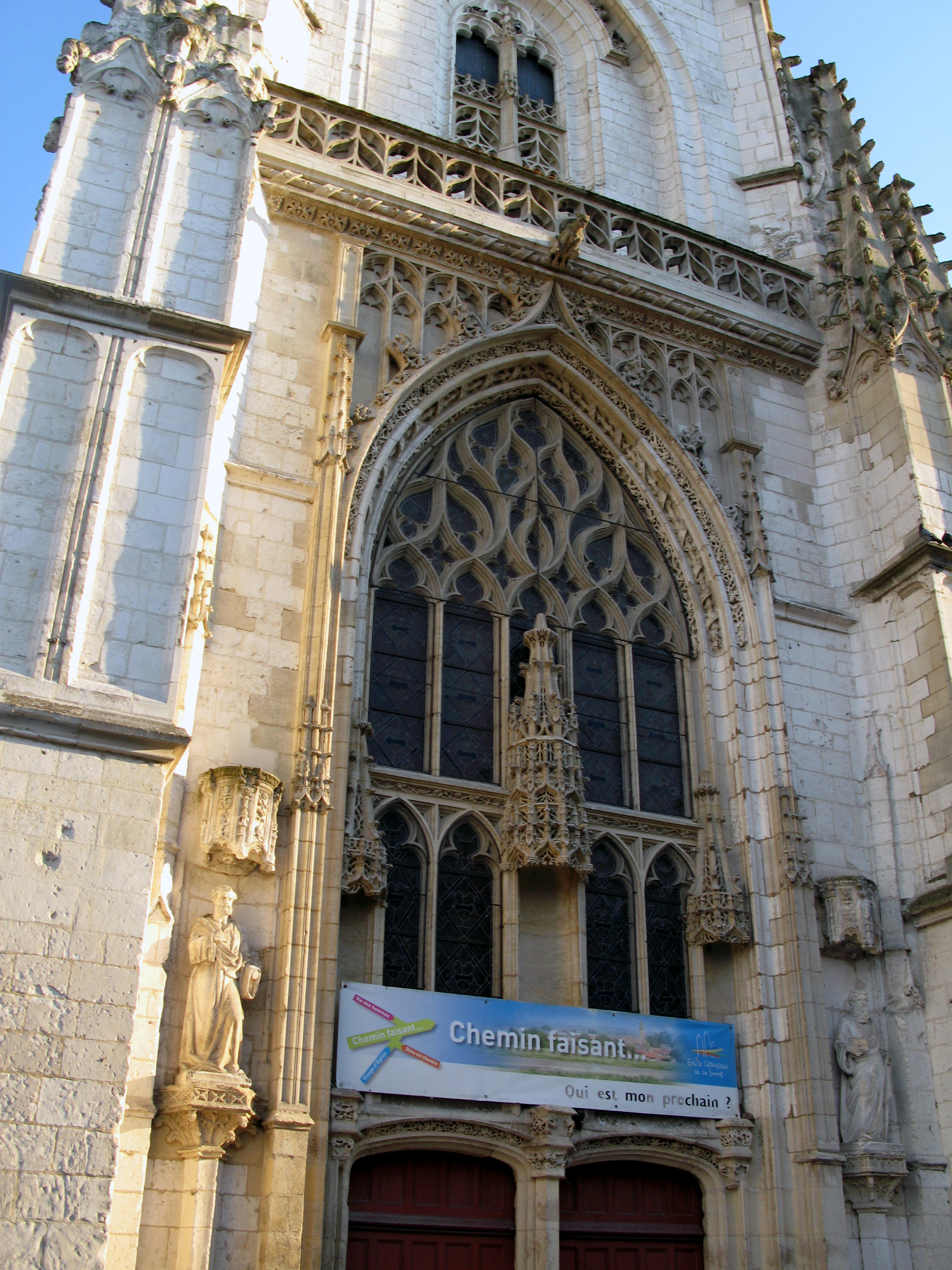
Фасад церкви в стиле пламенеющей готики
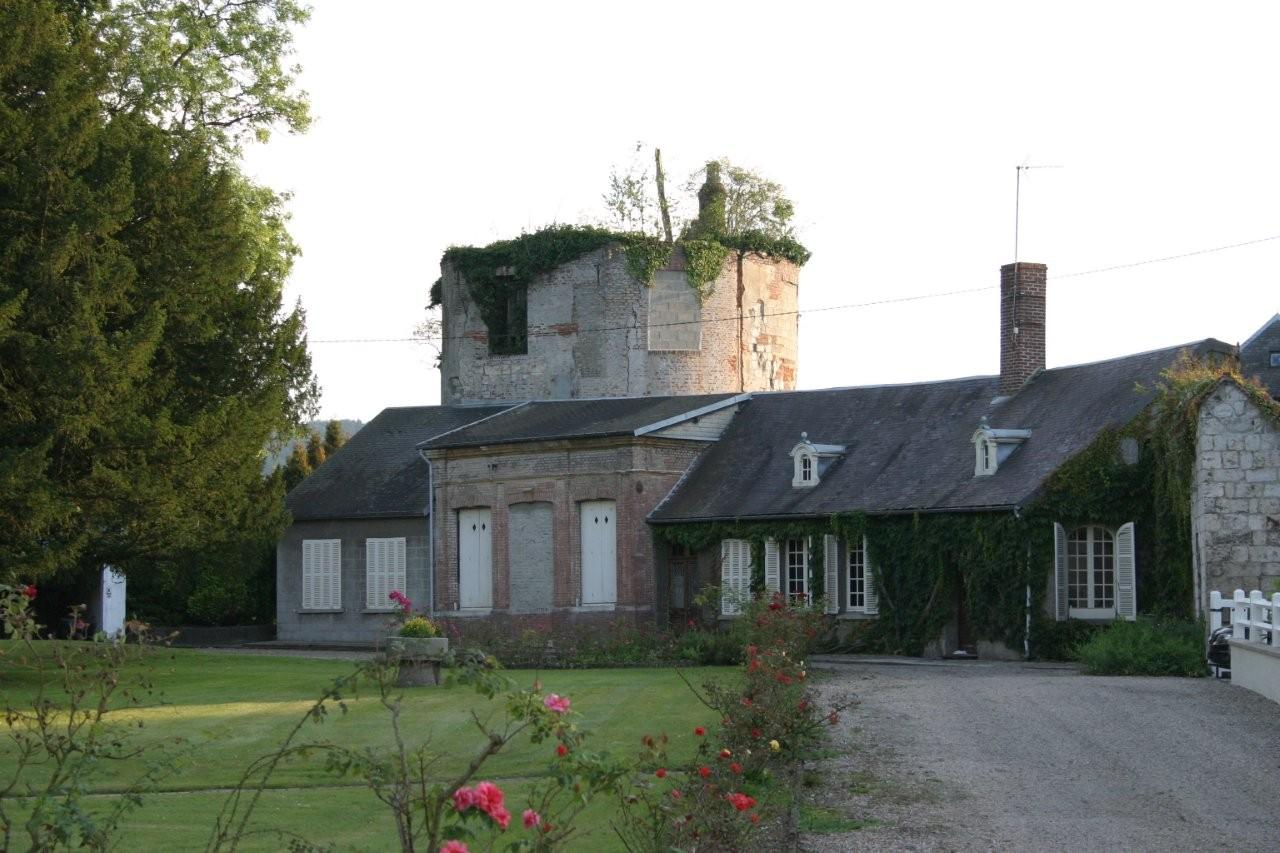
Шато Гамаш

1. 1 2  база данных о французских коммунах — Национальный географический институт Франции, 2015.